# Johann Ludwig Böhner

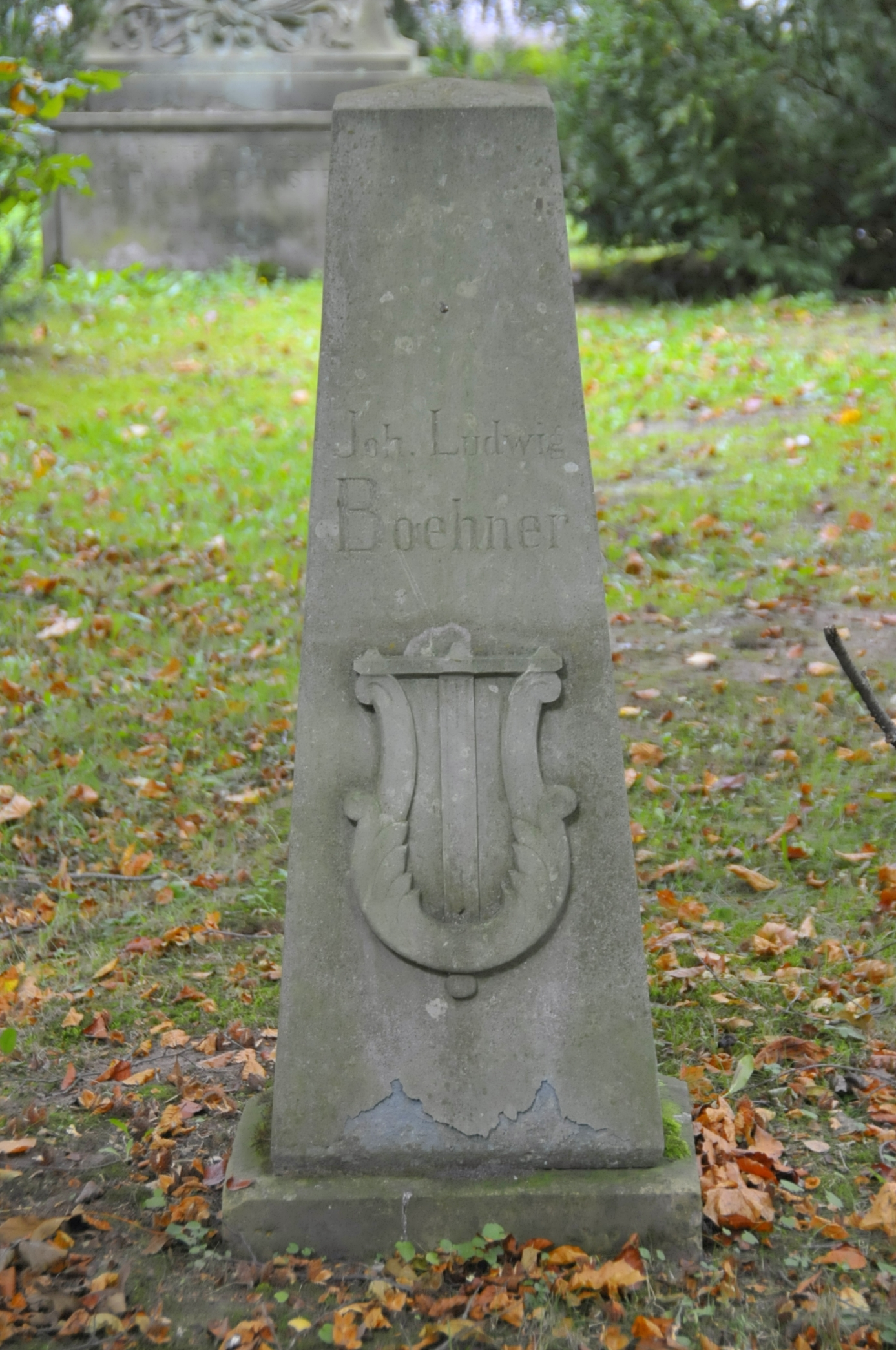
Tomba de Böhner al cementiri de la ciutat a Gotha

Johann Ludwig Böhner (Töttelstädt, 8 de gener de 1787 - Gotha, 28 de març de 1860), va ser un compositor de talent, un virtuós del piano, un celebrat organista i un mestre de la improvisació musical.
Des del 1810 va emprendre gires de concerts, i al retornar a casa seva el 1821 i no saber portar una conducta adequada, va perdre totes les seves amistats i relacions i morí mendicant.
Va escriure cinc magnifiques obres de concert per a piano, i una òpera Der Dreiherrenstein que no arribà a representar-se. La vida de Böhner ha donat tema a diverses novel·les.